# Рувинський Веніамін Абрамович
Веніамін Абрамович Рувинський (1 травня 1919, Черкаси — 24 червня 2001, Москва) — радянський офіцер, Герой Радянського Союзу (1943), в роки німецько-радянської війни командир 228-го окремого саперного батальйону 152-ї стрілецької дивізії 46-ї армії Південно-Західного фронту, капітан.

## Біографія
Народився 1 травня 1919 року в місті Черкаси в сім'ї службовця. Єврей. Закінчив середню школу. Займався спортом, мав перші розряди з боксу та стрільби.
У Червоній Армії з 1937 року — вступив на фортифікаційно-будівельний факультет Військово-інженерної академії імені В. В. Куйбишева.
На фронтах німецько-радянської війни з червня 1941 року. Воював на Північно-Західному, Карельському, Південно-Західному, 2-му і 3-му Українських фронтах. Командував групою саперів в загоні загородження, ротою розвідки, готельним саперним батальйоном, виконував обов'язки корпусного інженера. Брав участь в обороні Пскова, Новгорода, розвідувальних рейдах в Карелії, відвоюванні Харкова, Правобережної України. Форсував Сіверський Донець, Дніпро, Південний Буг, Дністер. Особливо відзначився у боях на Дніпрі.
19 жовтня 1943 року В. А. Рувинський при форсуванні Дніпра в районі Дніпропетровська у короткий термін забезпечив переправу на підручних засобах артилерії, частин і підрозділів дивізії, що сприяло захоплення і утримання плацдарму на правому березі річки та відвоювання Дніпропетровська.
Указом Президії Верховної Ради СРСР від 1 листопада 1943 року «за зразкове виконання бойових завдань командування на фронті боротьби з нацистськими окупантами і проявлені при цьому мужність і героїзм» капітану Рувінському Веніаміну Абрамовичу надано звання Героя Радянського Союзу із врученням ордена Леніна і медалі «Золота Зірка» (№ 1957).
Член КПРС з 1944 року. Після війни в 1946 році закінчив Військово-інженерну академію. Був викладачем у Військовій академії імені М. В. Фрунзе. З 1974 року полковник В. А. Рувинский — в запасі.
Жив у Москві. Кандидат технічних наук, доцент ВТУЗу при автозаводі імені Лихачова. Помер 24 червня 2001 року. Похований на Ваганьковському цвинтарі в Москві.
Нагороджений орденами Леніна (1 листопада 1943), Вітчизняної війни 1-го ступеня (6 квітня 1985), двома орденами Червоної Зірки (17 червня 1944; 30 квітня 1954), медаллю «За бойові заслуги» (10 листопада 1947), іншими медалями.